# VI. Piusz pápa
VI. Piusz (Pius) pápa, családi nevén Giovanni Angelo Braschi (Cesena, Emilia-Romagna, Olaszország, 1717. december 27. – Valence, Franciaország, 1799. augusztus 29.) a 250. római pápa (1775-1799).
Elítélte a francia forradalmat és az ebből fakadó, franciaországi katolikus egyház elnyomását. A Bonaparte Napóleon vezette francia csapatok legyőzték a pápai sereget és 1796-ban elfoglalták a pápai államot. 1798-ban, miután Piusz nem volt hajlandó lemondani a világi hatalmáról, fogságba ejtették és Franciaországba deportálták. Tizennyolc hónappal később Valencében halt meg. Több mint huszonnégy éves uralkodása az ötödik leghosszabb a pápák történetében.

## Élete
XIV. Kelemen pápa halála után öt hónappal, 1775. február 15-én választották pápává. Miután II. József német-római császár és magyar király 1781-ben a felvilágosult abszolutizmus szellemében zárolta a Habsburg Birodalom Rómának küldött egyházi jövedelmeit, és ellenőrzése alá vonta a pápai bullákat, VI. Pius határozottan fellépett a jozefinizmus ellen. 1782-ben személyesen utazott Bécsbe, II. Józsefet próbálta meggyőzni, hogy törölje el rendeleteit, de próbálkozása sikertelen maradt. Sőt, az anekdota szerint József még csak kezet sem csókolt az egyházfőnek, hanem kézfogással üdvözölte (fordított Canossa-járás).
A nagy francia forradalom idején, 1797-ben elvesztette a franciaországi pápai birtokokat, és a Direktórium idején megfosztották az egyházi államtól, majd 1798-ban Bonaparte Napóleon tábornok utasítására a franciák elfogták és a franciaországi Valence-be hurcolták. Itt halt meg fogságban, 1799. augusztus 29-én. Halála után egy évvel, 1800-ban a konklávé VII. Piusz néven Luigi Barnaba Chiaramonti grófot választotta pápává.
VI. Piusz pápa hagyta jóvá az 1770-es években Mária Terézia királynő magyar egyházigazgatási reformját. Ezzel az irányíthatatlanul nagy Veszprémi és Esztergomi egyházmegyék területéből elvéve kialakítottak több, kisebb, jól irányítható egyházmegyét: 1776-ban az Esztergomiból a Szepeshelyi, a Rozsnyói és a Besztercebányai egyházmegyéket, 1777-ben pedig a veszprémi, győri és zágrábi egyházmegye területéből a Székesfehérvári valamint a Szombathelyi egyházmegyét.

## Művei
- Documenta Catholica Omnia (latin nyelven). (Hozzáférés: 2011. december 6.)